# 입꼬리올림근
입꼬리올림근(levator anguli oris, caninus), 또는 구각거근은 눈확아래구멍 바로 아래에 있는 송곳니오목에서 발생하는 입의 얼굴 근육이다. 작용하면 입꼬리를 안쪽으로 올린다. 입꼬리올림근의 섬유는 큰광대근, 입꼬리내림근, 입둘레근의 섬유와 섞여 입꼬리에 닿는다. 특히 입꼬리올림근은 얼굴신경 볼가지에 의해 지배된다.

## 추가 이미지

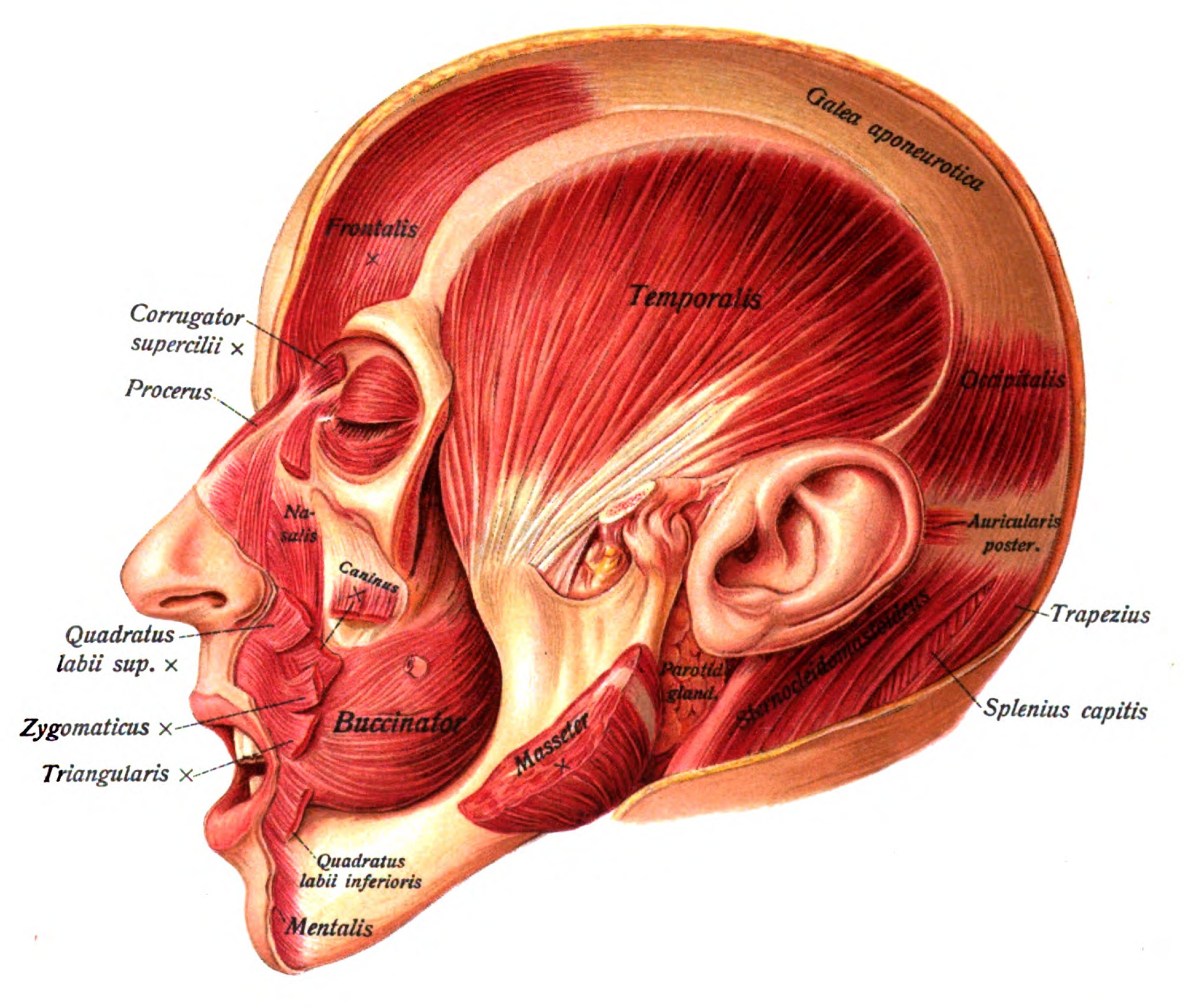
얼굴의 측면.
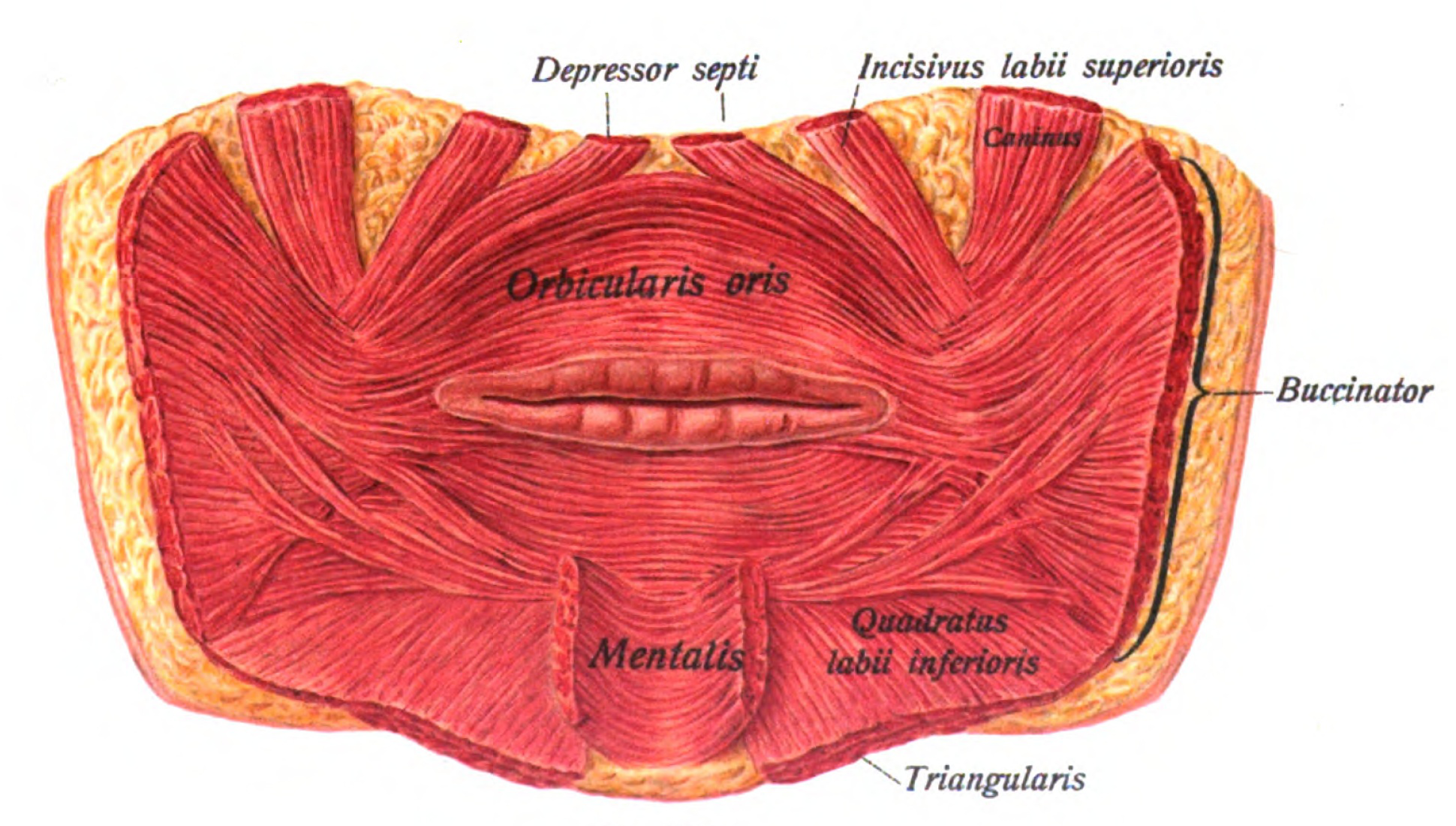
안쪽에서 본 그림.

## 참고 문헌
이 문서는 현재 퍼블릭 도메인에 속하는 그레이 해부학 제20판(1918) page 383의 내용을 기초로 작성된 글이 포함되어 있습니다.